# Vickers

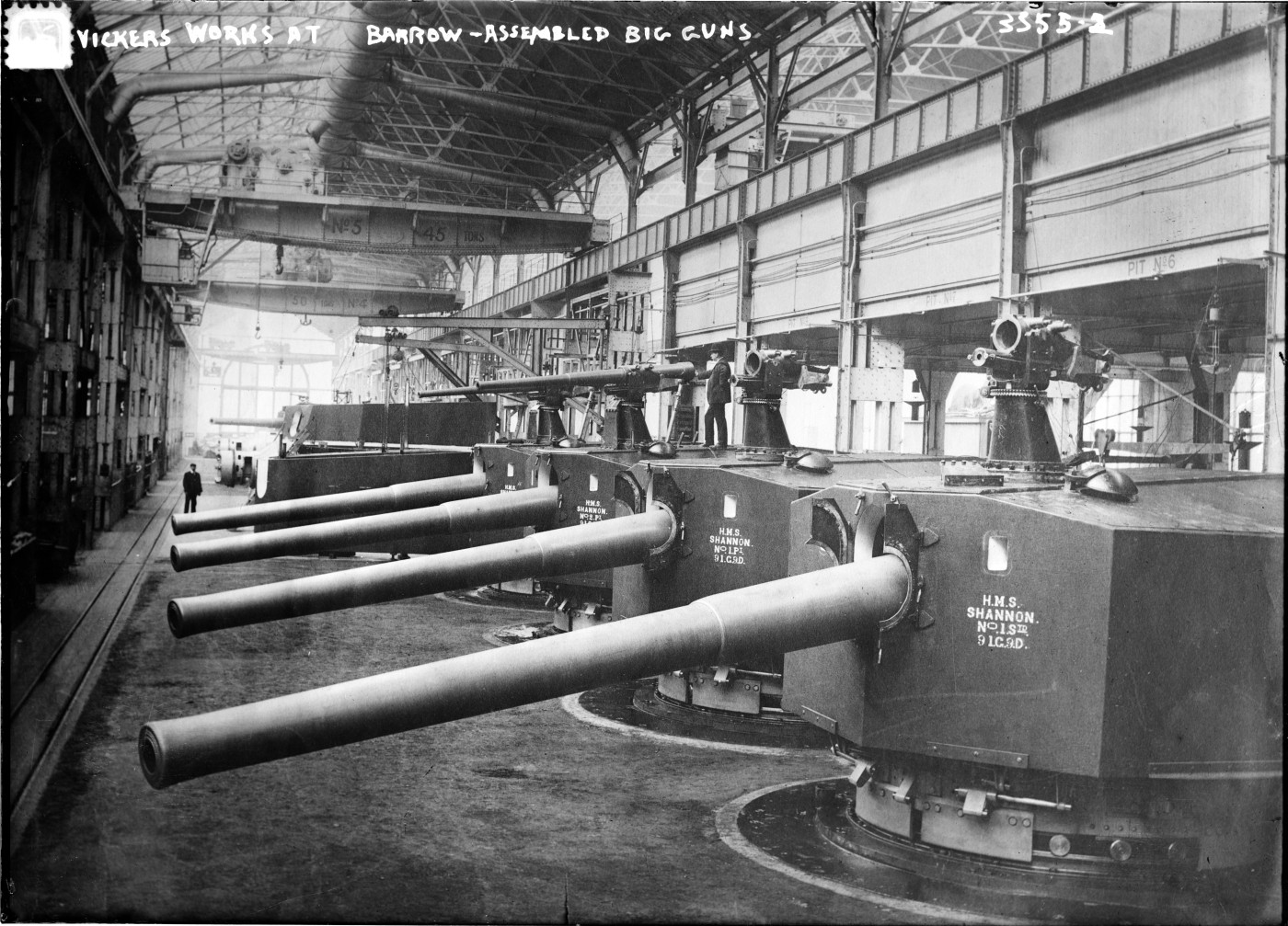
Hala montażowa zakładów Vickersa na początku XX wieku

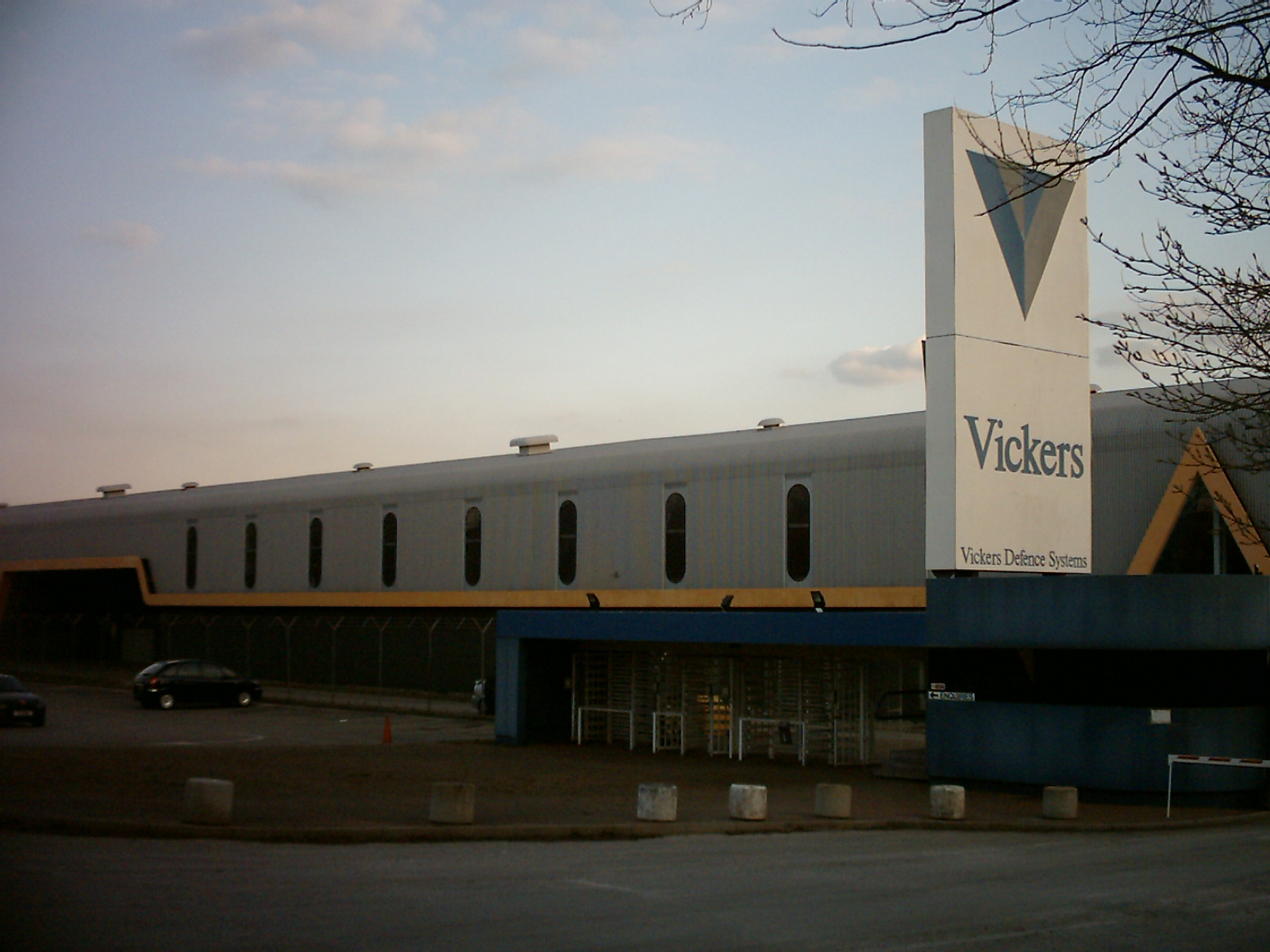
Zakłady Vickersa w 2009 roku

Vickers – brytyjskie przedsiębiorstwo zbrojeniowe.
Działalność rozpoczęło w 1829 jako mała wytwórnia wyrobów metalowych, a w późniejszym okresie również amunicji do broni strzeleckiej. Połączyła się z Maxim Gun Company w 1881, a następnie z Nordenfeltem tworząc Maxim–Nordenfelt Gun and Ammunition Company w której Vickers miał pewną liczbę akcji. Vickers realizował w 1884 zamówienie na wykonanie opancerzenia okrętów wojennych oraz na zlecenie rządu brytyjskiego rozpoczął przygotowania do produkcji dział artyleryjskich. Pierwsze działo Vickers wyprodukowane zostało w 1888, po testach przyjęte zostało do uzbrojenia armii brytyjskiej w 1890.
Syn jednego z akcjonariuszy za radą płk. Thomasa F. Vickersa rozwinął w firmie produkcję sprzętu dla marynarki wojennej, a w 1897 założył Naval Construction & Armaments Company. Vickers w tym samym roku wystąpił ze spółki Maxim–Nordenfelt, Gun wykupił Wolseley Tool and Motor Car Company, zakupił połowę akcji Williama Beadmore'a w Glasgow i wspólnie z Armstrong Whitworth przejął kontrolę nad Whitehead Torpedo Factory. W ten sposób powstała spółka połączyła się z Armstrong Whitworth w 1927, tworząc Vickers–Armstrong, by w 1930 przejąć interesy Armstronga.
Przedsiębiorstwo wyprodukowało wiele dział okrętowych, które znalazły się po 1890 na uzbrojeniu sił zbrojnych Wielkiej Brytanii i innych krajów. W latach 1904–1936 była odpowiedzialna za wyposażanie armii w armaty polowe 76,2 mm i 84 mm oraz w latach 1919–1938 w działa polowe większych kalibrów i czołgi. Znana była również z produkcji lekkich czołgów z okresu II wojny światowej (Vickers Mk I i II).
Vickers zajmował się również od 1911 roku produkcją lotniczą. W lipcu 1928 roku wydział lotniczy Vickersa został usamodzielniony jako spółka zależna Vickers (Aviation) Ltd. W listopadzie 1928 roku Vickers-Armstrongs nabył również przedsiębiorstwo lotnicze Supermarine. Pomimo natomiast utworzenia koncernu Vickers–Armstrongs, dział lotniczy Armstronga nie wszedł w skład koncernu, pozostając niezależną spółką Armstrong Whitworth Aircraft. Po reorganizacji przeprowadzonej w październiku 1938 roku, zakłady Supermarine zmieniły nazwę na Vickers-Armstrongs Supermarine.
Współcześnie rozwija się w trzech głównych dziedzinach:
- Vickers Instruments – produkuje celowniki optyczne do czołgów i sprzętu artyleryjskiego
- Vickers Shipbuilding and Engineering (spadkobierca Barrow Works) – wytwarza okręty i działa
- Vickers Defence–Systems (spadkobierca Elswick Works) – produkuje opancerzone wozy bojowe

W ostatnich latach wyprodukowało 105 mm haubicę samobieżną FV433 Abbot i 155 mm haubicę FH-70.